# فنجاني متقابل الذرى
فنجاني متقابِل الذرى (الاسم العلمي: Peziza apiculata) هو نوع من الفطريات يتبع جنس الفنجاني من فصيلة الفنجانية.